# Neuenbaumer Moor
Das Naturschutzgebiet Neuenbaumer Moor liegt in der Gemeinde Hille. Es ist rund 117 Hektar groß und wird unter der Bezeichnung MI-012 geführt. 
Es liegt westlich des Ortsteiles Hille und nördlich des Mittellandkanals.
Die Unterschutzstellung soll die Erhaltung und Wiederherstellung des Biotops als Refugium für seltene Tier- und Pflanzenarten ermöglichen.